# 楠桂
楠桂、（1966年3月24日—）、女性、日本漫畫家。愛知縣岩倉市出身。本名「大橋真弓」（婚前的舊姓），為日本漫畫家「大橋薫」的雙胞胎姐妹。

## 作品
- 壽戰記、全一冊
- 尋找魔女W、全3冊、原名
- 幕末平成 KID - 新撰組妖奇譚、全1冊
- 《美女恐龍妹》系列
  1. 美女恐龍妹、全3冊、原名《ガールズザウルス》
  2. 美女恐龍妹DX、全10冊、原名
- 神的名字、全3冊、原名
- 前世未了情、全2冊
- 靈異帥哥、全3冊、原名
- 大都會X檔案、全8冊、原名
- 搞怪睡美人、全1冊、原名
- 小鬼看刀、全20冊、原名
  1. 鬼切丸傳、現17冊（2023年4月時）
- 人狼草紙、全7冊
- 幽子驅鬼100連發、全3冊、原名
- 糊塗兒子俏媽咪、全6冊、原名《八神くんの家庭の事情》
- 古祭、全1冊、原名
- 學校有鬼、全1冊、原名
- BITTER VIRGIN
- 活靈活現 - 恐怖漫畫家的宿命、1冊待續
- 妖魔 (漫画)（日语：妖魔 (漫画)）

### 與大橋薫合作
- 戰國月夜、全2冊
- Diabolo-惡魔、全3冊

## 外部連結
- K2OFFICE （页面存档备份，存于） - 公式サイト、実姉・大橋薫と共同（日語）
- k2オフィス楠桂 漫画家楠桂の赤裸々お笑い日記 （页面存档备份，存于） - 公式ブログ（日語）
- 楠桂的X（前Twitter）（日語）
- マンガ図書館Z無料配信中作品 （页面存档备份，存于） - マンガ図書館Z（日語）